# Licania trigonioides
Licania trigonioides là một loài thực vật có hoa trong họ Cám. Loài này được J.F.Macbr. mô tả khoa học đầu tiên năm 1934.